# Bactrocera scutellaris
Bactrocera scutellaris är en tvåvingeart som beskrevs av Mario Bezzi 1913. Bactrocera scutellaris ingår i släktet Bactrocera och familjen borrflugor. Inga underarter finns listade.